# 매교동
매교동(梅校洞)은 대한민국 경기도 수원시 팔달구의 행정동이다. 팔달구 남쪽에 있는 동이다.

## 개요
매교동은 현재 법정동인 매교동과 교동을 포괄하는 행정동이다. 1914년 이전에는 수원군 남부면에 속하였다가, 1914년 행정구역 개편으로 수원면 산루리가 되었다. 1931년 수원면이 수원읍으로 승격되면서 남부정(町)에 포함되었다. 해방 이후인 1949년 8월 15일에는 대통령령 제161호에 따라 수원읍이 수원부(수원시)로 승격되면서 새로 매교동과 교동으로 편성되었다. 이후 1963년 1월 1일 행정구역 통합에 의하여 매교동과 교동을 관할하는 행정동이 되었다. 1963년도 최초 자료에서 법정동의 한자를 따 매교동(梅橋洞)으로 표기하기도 하나, 이후 2014년 현재 자료에서는 교동을 감안해 매교동(梅校洞)으로 표기하고 있다.
현재 매교동은 구정의 중심지로 주요 기관단체가 밀집된 곳이다. 또한 교통의 중심지로, 국도 제42호선과 국도 제43호선이 매산로를 통과한다. 따라서 도시행정의 기능을 하면서도, 주거, 상가병존 지역이다.

## 법정동
- 교동 (校洞)
- 매교동 (梅橋洞)

## 교육

### 수원시팔달구사립대학교[1]
- 아주대학교

## 아파트
| 단지명                         | 건설사                        | 시행사                                | 주소                            | 입주       | 비고             |
| ------------------------------ | ----------------------------- | ------------------------------------- | ------------------------------- | ---------- | ---------------- |
| 매교역 푸르지오 SK VIEW        | 대우건설 에스케이에코플랜트㈜ | 팔달8구역 주택재개발정비사업조합      | 팔달구 인계로 20 (매교동)       | 2023년 9월 | 팔달8구역 재개발 |
| 힐스테이트 푸르지오 수원 1단지 | 대우건설 현대건설             | 수원115-6구역 주택재개발 정비사업조합 | 팔달구 효원로93번길 33 (매교동) | 2023년 5월 | 팔달6구역 재개발 |
| 힐스테이트 푸르지오 수원 2단지 | 대우건설 현대건설             | 수원115-6구역 주택재개발 정비사업조합 | 팔달구 효원로93번길 34 (매교동) | 2023년 5월 | 팔달6구역 재개발 |

## 문화재
- 수원 팔달산 지석묘군 - 경기도 기념물 제125호

## 교통
- 매교역

## 명소
- 수원향교
- 수원팔달묘지석묘군

## 기관
- 팔달구보건소
- 수원중앙도서관
- 수원시가족여성회관 (구 수원시청, 권선구청)
- 수원화교중정소학교